# نموذج التنبيه والاستجابة
نموذج التنبيه والاستجابة (بالإنجليزية: Stimulus-response model)‏ توصيفٌ لوحدة إحصائية -مثل الخلية العصبية- يتنبأ باستجابة كمية لتنبيه كميّ. وتُصوِّر نظرية التنبيه والاستجابة في علم النفس إشراط تقليدي يصبح فيه التنبيه استجابة مقترنة.